# El año del cometa
El año del cometa es el decimocuarto álbum en la carrera del roquero español Miguel Ríos, producido por el prestigioso Tom Dowd, ganador de un premio Grammy y colaborador de artistas de la talla de Eric Clapton, Otis Redding y Charlie Parker, entre otros muchos.
Sin embargo, no logra los objetivos y con él se inicia una serie de discos cuya repercusión comercial, independientemente de su calidad y orientación, es más bien discreta.
Publicado en 1986, este trabajo situó a Ríos de nuevo en la cima del éxito, aprovechando el repunte del rock en español con motivo del movimiento Rock en tu idioma, lo que le permitió colocar en los primeros puestos de popularidad temas como El ruido de fondo, El año del cometa o Todo se lo debo al rock and roll.

## Lista de canciones
1. El ruido de fondo - 4:47 (Letra y Música: Luis Auserón, Santiago Auserón)
2. El año del cometa - 4:26 (Letra: Miguel Ríos – Música: Francisco Palacios)
3. Problemas - 3:07 (Letra: Miguel Ríos – Música: Merv Depeyer)
4. Revistas para el corazón - 4:13 (Letras: Miguel Ríos - Música: John Parsons)
5. Aprendiendo a vivir - 3:40 (Letra: Joaquín Sabina - Música - Antonio Vega)
6. Todo se lo debo al rock and roll - 3:44 (Letra: Miguel Ríos - Música: Francisco Palacios, Javier Vargas, Miguel Ríos)
7. Latinoamérica - 4:00 (Letra: Miguel Ríos, Plinio Mendoza - Música: Sergio Castillo)
8. Quinientas noches sin futuro - 4:13 (Letra en español: Miguel Ríos, Francisco López Trúpita - Letra y música: Max Gronenthal)
9. Dibuja un corazón - 3:53 (Letra en español: Miguel Ríos, Francisco López Trúpita - Letra y música: Bill Kenner, Thom Flora)
10. Boabdil El Chico (se va al norte) - 4:55 (Letra: Miguel Ríos - Música: Sergio Castillo)
11. Odio por amor (Cara B del single El ruido de fondo incluido únicamente en la reedición en CD) - 3:25 (Letra: Miguel Ríos - Música: Sergio Castillo)

## Músicos
- Voz - Miguel Ríos
- Teclados y sintetizadores – Steve Nathan, Mariano Díaz
- Guitarras – Kenny Mins, Duncan Cameron, Paco Palacios
- Bajos – Gary Maughans, David Hood, Juan Carlos Mendoza
- Baterías – Max Weinberg, Roger Howkings, Sergio Castillo
- Saxo – Michael Brecker
- Trompeta – Alan Rubin
- Coros – Mario Argandoña, Tato Gómez, Serge Mallard